# Donauprinzessin (Schiff, 1991)
Die Donauprinzessin ist ein deutsches Fahrgastschiff.

## Geschichte
Das Schiff wurde 1991 unter der Baunummer 123 auf der Lux-Werft in Mondorf gebaut und fuhr dann jahrzehntelang als Stadt Bad Ems für die Personenschifffahrt Lahnstolz, die in Bad Ems ansässig war. Laut Dieter Schubert war die Stadt Bad Ems im Jahr 2000 mit einer Zulassung zur Beförderung von 240 Fahrgästen das Schiff mit der größten Kapazität dieses Unternehmens. Der Eigner Wolfgang Schmitt betrieb damals außer der Stadt Bad Ems noch die 1997 gebaute Stadt Nassau, die Lahnstolz I aus dem Jahr 1959 und die Lahnstolz II, einen alten Stauf-Bau aus den 1920er-Jahren. Nachdem Schmitt lange nach einem Nachfolger gesucht hatte, verkaufte er das Schiff im Frühjahr 2021 an die Donau. Die Stadt Bad Ems war damals das letzte Fahrgastschiff in Bad Ems gewesen. Einige Monate nach dem Verkauf des Schiffes wurde sie aber durch die Lahnarche, ein „uriges Holzschiff“, dessen Bau der Hotelier Sascha Häcker initiiert hatte, ersetzt, sodass in Bad Ems weiterhin Schiffsrundfahrten angeboten werden konnten.
Unterdessen wurde die neue Donauprinzessin einmal wöchentlich auf der Linie Kelheim-Regensburg der Kelheimer Fahrgastschifffahrt eingesetzt. Renate Schweiger hatte das Schiff gekauft, um ihr Unternehmen betriebsfähig zu halten: Mit ihrem größeren Schiff kann bei niedrigen Wasserständen der Donaudurchbruch in der Weltenburger Enge nicht befahren werden. Daher hatte sie mit der ehemaligen Stadt Bad Ems ein kleineres Fahrzeug mit geringem Tiefgang angeschafft. Das Schiff wurde im Jahr 2021 auf dem Wasserweg in seine neue Heimat überführt.
Die erst 2018 eingeweihte deutlich größere Renate der Familie Schweiger steht (Stand: April 2022) zum Verkauf.